# ميرغه نخشينه (سقز)
قرية ميرغه نخشينه (بالكردية: مێرگەنەخشینە) هي إحدى القرى التابعة لـمیره دیه في ريف قسم مركزي من مقاطعة سقز، في محافظة كردستان الإيرانية.

## السكان
حسب إحصاءات سنة 2006، بلغ إجمالي السكان في ميرغه نخشينه 340 نسمة وعدد المساكن 56 مسكن. لغة سكان ميرغه نخشينه هي اللغة الكردية و هم من أهل السنة والجماعة والمذهب الشافعي.